# Arctic Village
Arctic Village ist ein census-designated place im Yukon-Koyukuk Census Area von Alaska. Die Ortschaft liegt am Chandalar River, etwa 160 km nördlich von Fort Yukon. Das U.S. Census Bureau hat bei der Volkszählung 2020 eine Einwohnerzahl von 151 ermittelt.

## Geschichte

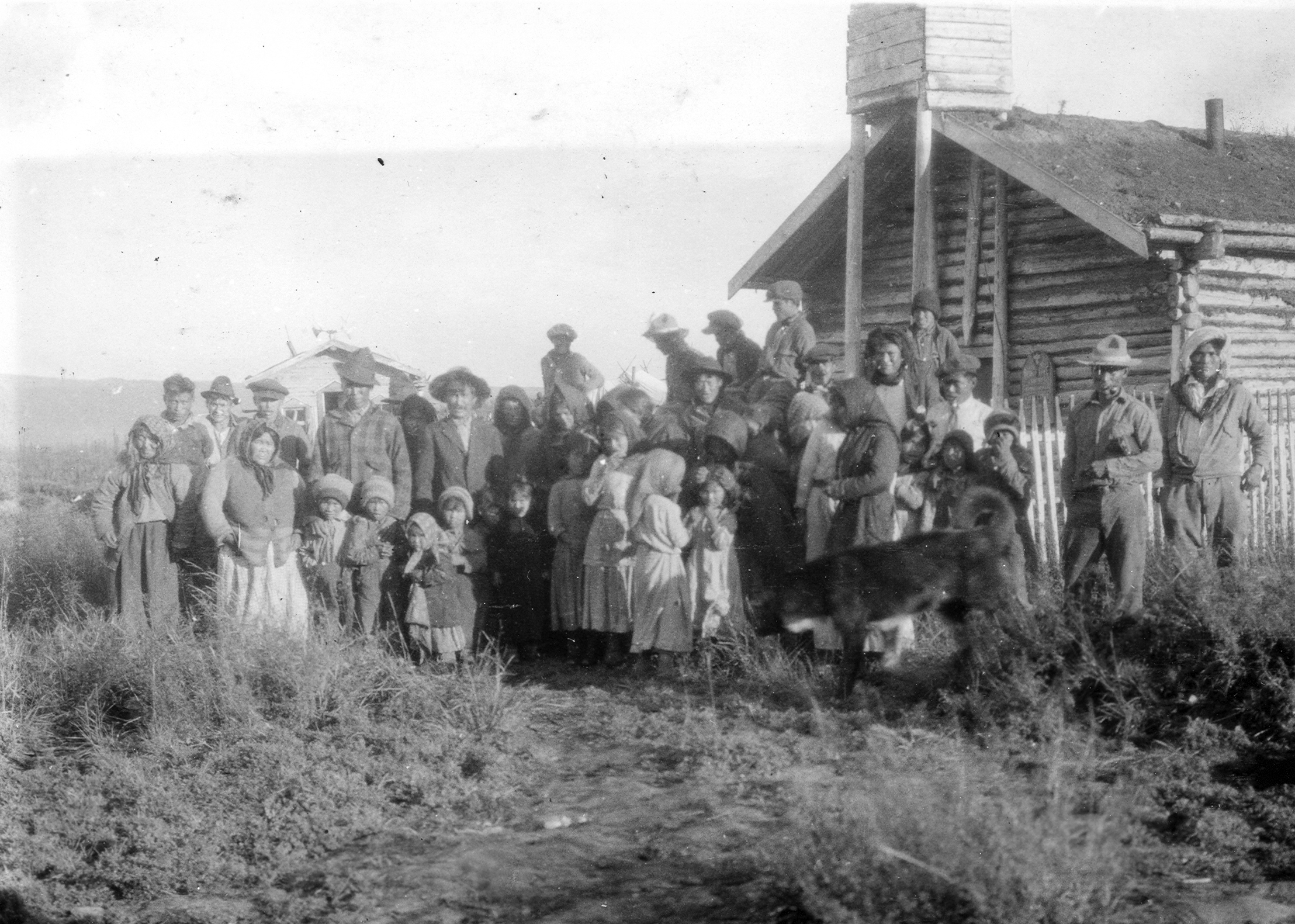
Einwohner von Arctic Village vor der Kirche, 1926

Die Neets'aii Gwich'in lebten bis in die 1950er Jahre nomadisch. Bei der Jagd nach Wild und Fisch nutzten sie saisonale Lagerplätze und Siedlungen wie Arctic Village, Christian, Venetie und Sheenjak und trieben Handel mit den Inupiat von der Küste des Nordpolarmeers. Es gibt archäologische Zeugnisse von einer Besiedlung der Region um Arctic Village aus dem Jahr 4500 v. Chr.
Das Auftauchen von Feuerwaffen durch europäische Siedler und Goldsucher Anfang des 20. Jahrhunderts führte bei den Gwich'in zu einem sesshafteren Leben, da die Notwendigkeit, in kleinen Gruppen den Karibuherden zu folgen, nicht mehr gegeben war. Der erste dauerhafte Bewohner von Arctic Village war Chief Christian im Jahr 1909.
1943 wurde die Venetie Indian Reservation gegründet, um die Nutzung des Lands für den Eigenbedarf sicherzustellen. Die erste Schule wurde 1959 gebaut. Mit dem Alaska Native Claims Settlement Acts 1971 wurden Venetie und Arctic Village etwa 7300 km² Land aus dem Reservat zugesprochen.
Mit dem Arctic Village Traditional Council gibt es in Arctic Village eine staatlich anerkannte Gemeinde von Ureinwohnern Alaskas.